# كلية الزراعة (جامعة البصرة)
كلية الزراعة هي إحدى كليات جامعة البصرة، تأسست عام 1971.

## لمحة تاريخية
تأسست عام 1971 بهدف سد حاجة القطر والمنطقة الجنوبية بشكل خاص من العاملين المتخصصين للعمل القطاعات الزراعية المختلفة، إن دور الكلية لاينحصر في أعداد المتخصصين فقط وإنما يتعداه إلى المساهمة الجادة في دفع المسيرة العلمية إلى الأمام وذلك بالتعاون مع مختلف الوزارات والمؤسسات الصناعية من خلال آلية التعاون ومعايشة التدريسين والمشاريع التعاقدية. يرتبط بالكلية المكتب الاستشاري الزراعي الذي اسس في عام 1987 –1988 إذ تعد خدماته مكملة لتلك التي تقدمها الكلية وفي مختلف الاختصاصات الزراعية وتقديم استشارات علمية للمواطنين في تلك المجالات وتشرف الكلية أيضا على محطة البحوث والتجارب الزراعية في ألها رثة التي شئت عام 1971 بهدف أجراء البحوث والتجارب الزراعية فيها من قبل طلبة وتدريسي الكلية أما محطة تربية الأبقار والجاموس في ميسان فقد ألحقت بجامعة البصرة عام 1989 وتضم قاعات لتربية الدواجن والجاموس كما تضم مساحات زراعية لزراعة محاصيل الحبوب، وتصدر الكلية مجلة علمية (مجلة البصرة للعلوم الزراعية).

## نظام الكلية
مدة الدراسة في كلية الزراعة للحصول على شهادة البكالوريوس في التخصصات جميعها هي 4 سنوات دراسية.

## الأقسام
تحتوي الكلية على ثمانية أقسام وكما يلي:

### قسم البستنة وهندسة الحدائق
أسس القسم منذ تأسيس الكلية عام 1971 وهو يعنى بدراسة أشجار الفاكهة والزينة والخضروات والظروف الملائمة لزراعتها وتطويرها وإمكانية تحسينها وزيادة إنتاجها عن طريق أدخال أصناف جديدة أو القيام بتهجينها كذلك الاهتمام بالتقنيات الحديثة في خدمة النباتات كالري – التسميد – التقليم – مكافحة الإمراض والحشرات والخضر ألثمري وطرق الجني الحديثة للحاصلات البستانية وكيفية الحفاظ عليها لغاية وصولها إلى المستهلك.

### قسم تكنولوجيا الصناعات الغذائية
تأسس القسم الذي كان يعرف سابقا«بقسم الصناعات الغذائية والألبان عام 1971 /1972 وتخرجت أول دفعة منه في العام الدراسي 1974/1975 وكان تأسيسه ضرورة أوجدتها حاجة القطر من الاختصاصين في مجال علوم وتكنولوجيا الاغذية خصوصا» بعد التقدم الذي حصل في قطاع الصناعات الغذائية.

### قسم المكائن والآلات الزراعية
قسم المكائن والآلات الزراعية هو أحد أقسام الكلية، تأسس عام 987 ـ 1988 بهدف رفد دوائر الدولة ومؤسساتها بكوادر لها القابلية على تصنيع وتصليح وصيانة وإدارة المكائن الزراعية بمختلف أنواعها. يرتبط القسم مع الأقسام العلمية الأخرى في الكلية والجامعة في تنفيذ المشاريع البحثية لطلبة الدراسات العليا (الماجستير والدكتوراة) بهدف تكامل الأبحاث العلمية والمشاريع الدراسية.

### قسم المحاصيل الحقلية
أسس هذا القسم عام 1993 على يد بعض الكفائات العراقين لسد حاجة البلد وبالاخص المنطقة الجنوبية بمهندسين زراعيين وباحثين مختصين بزراعة وتطوير المحاصيل الاستراتيجية والاساسية المستخدمة بشكل يومي في حياة الإنسان.

## وصلات خارجية
- الموقع الرسمي للكلية